# Тайбрек
Тайбрекът е част от мач в различни спортове.
Концепцията за тайбрек – Буквално се превежда като “прекратяване на равенство”, тоест пречупване на равенство. С помощта на тази специална съкратена игра в тенис, шах, волейбол и други спортове става възможно да се определи победителят при равенство. 
За победа в един сет в тенис на корт са необходими спечелени 6 гейма от един играч. Но, при равенство в геймовете 5:5, трябват спечелени 7 гейма. Ако вместо 7:5 за един играч, резултатът е 6:6, играе се тайбрек. 
Това е един "специален" гейм, в в който на един играч са нужни седем точки за да се спечели и да има разлика поне с две точки от своя съперник. Ако няма такава разлика, тайбрекът се играе, докато единият играч има две точки повече от другия. Организаторите на различни турнири решават дали срещите в турнира ще са с тайбрек, както и за определянето дали ще се играе финален сет или тайбрек за определяне на победителя във финалния мач.
Тайбрекът в тениса е въведен от Джеймс Ван Алън през 1965 г. В миналото в последния сет на турнирите от Големия шлем не се е играело тайбрек. Понастоящем това е променено за да се ограничи продължителността на мачовете.